# Наумова, Екатерина Григорьевна
Екатерина Григорьевна Наумова (11 января 1938 — 28 октября 2017)  — советский передовик производства, наладчица Ульяновского моторного завода, Герой Социалистического Труда (1974).

## Биография
Родилась 11 января 1938 года в Ульяновске.
В 1954 году после окончания восьмилетней школы поступила на Ульяновский завод малолитражных двигателей ученицей шлифовщицы. Работала шлифовщицей, с февраля 1957 года — наладчицей станков. Окончила вечернюю среднюю школу и школу мастеров, получила удостоверение мастера.
Стала инициатором движения за коммунистический труд.
С 1971 года бригадир участка шлифовальных станков цеха производства автомобильных двигателей.
Награждена орденом «Знак Почёта». В 1974 году (3 января) присвоено звание Героя Социалистического Труда.
Избиралась депутатом Верховного Совета РСФСР, депутатом городского Совета, членом бюро Ульяновского обкома КПСС.
С 1993 г. на пенсии.
Умерла 28 октября 2017 года.